# Urethralverkehr
Urethralverkehr (früher auch: Urethraverkehr), lateinisch Coitus per urethram und englisch Urethral coitus oder Urethral intercourse (von lateinisch Urethra = Harnröhre), bezeichnet den Geschlechtsverkehr unter Einbeziehung der Harnröhre. Dabei wird der Penis des Mannes in die weibliche Harnröhre eingeführt.
Früher wurde der „Urethra(l)verkehr [als ein] abartiger Koitus mit Einführen des Penis in die weibliche Harnröhre“ definiert.

## Prinzip der Durchführung
Die weibliche Harnröhre stellt eine Verbindung zwischen Harnblase und Scheidenvorhof dar. Üblicherweise hat sie einen Durchmesser von unter einem Zentimeter und ist somit für das Einführen eines Penis zu eng. Jedoch verfügt die Harnröhre über eine hohe Flexibilität und kann durch kontinuierliches Dehnen stark an Umfang zunehmen. Dies kann bis zu einer Größe führen, welche den Abgang auch großer Blasensteine oder auch die Penetration zum Beispiel eines Penis ermöglicht.
Die instrumentelle Aufdehnung der Harnröhre zum Beispiel mit filiformen Bougies oder mit einem Dittel-Stift (nach Leopold Ritter von Dittel) heißt Urethraldilatation oder Urethradilatation, kurz Dilation oder Bougierung. Ein Urethrometer ist ein Instrument für Messungen der lichten Weite und der Dehnbarkeit der Harnröhre. Bei der Urethrometrie wird dagegen durch ein kontinuierliches Durchziehen einer Drucksonde von der Harnblase her bei gleichzeitiger Messung des Blaseninnendrucks ein Druckrelief der Harnröhre erstellt. Bei einer Harnröhrenverschlussinsuffizienz kann ein Urethradruckprofil erstellt werden (Profilometrie).
Als Sounding, Harnröhrenspiel oder Harnröhrenstimulation bezeichnet man den Einsatz von Harnröhrensonden oder von Dilatatoren sowohl für Männer als auch für Frauen. Außerdem gibt es spezielle Harnröhrenvibratoren und speziell für Männer zusätzlich Penisplugs. Diese Sexspielzeuge haben unterschiedliche Stärken (Kaliber), je nachdem, wie stark die Harnröhre geweitet werden soll.

## Motive
Mitunter wird der Urethralverkehr durchgeführt, weil aufgrund von Fehlbildungen der Vagina der Vaginalverkehr erschwert oder aber die Harnröhre der Frau von sich aus übernormal vergrößert ist. Jedoch ist dies nicht notwendigerweise der Fall, in den meisten Fällen liegt keine Fehlbildung des Urogenitaltrakts vor.
Viele Frauen mit einer seltenen angeborenen Hypoplasie des Müller-Gangs (Mayer-Rokitansky-Küster-Hauser-Syndrom oder Müllersche Agenesie; Prävalenz etwa 1:4.500 Frauen) führen unwissentlich einen Urethralverkehr durch, denn sie haben keine Scheide.
Wie auch die Stimulation der Harnröhre mit den Fingern oder durch das Einführen von Objekten stellt der Urethralverkehr eine Form der Lustgewinnung dar, kann aber auch mit Schmerzen verbunden sein. Für den Betreffenden als angenehm empfundener Urethralverkehr wird zum Bereich der Urethralerotik gezählt, obwohl diese als „Triebbefriedigung in Zusammenhang mit der Miktion (Urethra als erogene Zone)“ definiert wurde.

## Verbreitung
Obwohl keine Zahlen über die Verbreitung vorliegen, ist davon auszugehen, dass es sich um eine sehr seltene Sexualpraktik handelt. Es finden sich jedoch zahlreiche Berichte in der gynäkologischen Fachliteratur. Auch in der Pornografie wird mitunter der Urethralverkehr zur urethralen Befriedigung praktiziert. Der Urethralverkehr ist normalerweise eine heterosexuelle Praktik.
Die ausgeprägte Dehnbarkeit und Flexibilität der Harnröhre werden jedoch auch durch Fachberichte homosexuellen Urethralverkehrs zwischen Männern belegt. Üblicherweise hat die Harnröhre des Mannes einen Durchmesser von unter einem Zentimeter und ist somit für das Einführen eines anderen Penis zu eng. Wegen ihrer hohen Flexibilität kann sie aber durch kontinuierliches Dehnen stark an Umfang zunehmen. Dies kann bis zu einer Größe führen, welche die Penetration oder auch eine Prostatastimulation ermöglicht.

## Risiken
Häufig berichtete Probleme im Zusammenhang mit Urethralverkehr sind Schmerzen (Dyspareunie) sowie das Auftreten einer Harninkontinenz bei oder nach dem Verkehr. Weiterhin ist das Risiko von Harnröhren- und Blasenentzündungen gegeben. Durch die starke Dehnung kann es zum Einreißen der Harnröhrenwandung kommen, also zu einer Ruptur, die operativ versorgt werden muss.

## Geschichte
Schon 1892 schrieb Ludwig Kleinwächter, dass bei der „nicht so seltenen gleichmäßigen allgemeinen Dilatation der weiblichen Harnröhre die Urethra gar häufig zur Bergung des Penis verwendet werde. Gelingt dies auch nicht sofort, so wird doch allmälig die Urethra so weit dilatiert, dass sie dieser Aufgabe nachzukommen vermag. In der älteren Literatur finden sich nicht wenige solcher Fälle verzeichnet, aus der neueren wären die Fälle von Davis, Zinstag und Flothmann zu nennen. Die Urethra kann hier so bedeutend ausgedehnt und erschlafft sein, dass man in dieselbe zwei Finger einzuführen vermag. In den meisten Fällen dieser Art besteht keine Incontinenz, höchstens dass die Frau an vorübergehender Dysurie oder Strangurie leidet. Andererseits kann aber auch Incontinenz die Folge sein.“
Ernst Gräfenberg beschrieb 1950 als Erster eine erogene Zone im Verlauf der Harnröhre. Deswegen befürwortete er den Geschlechtsverkehr wie bei der Kuh (französisch à la vache), um den U-Punkt an der Vorderseite der Vagina intensiver zu stimulieren.

## Varia
Die Sachbuchautorin Mary Roach beschrieb einen urethralen Geschlechtsverkehr mit Penetration.